# Augustin Reding (Theologe)

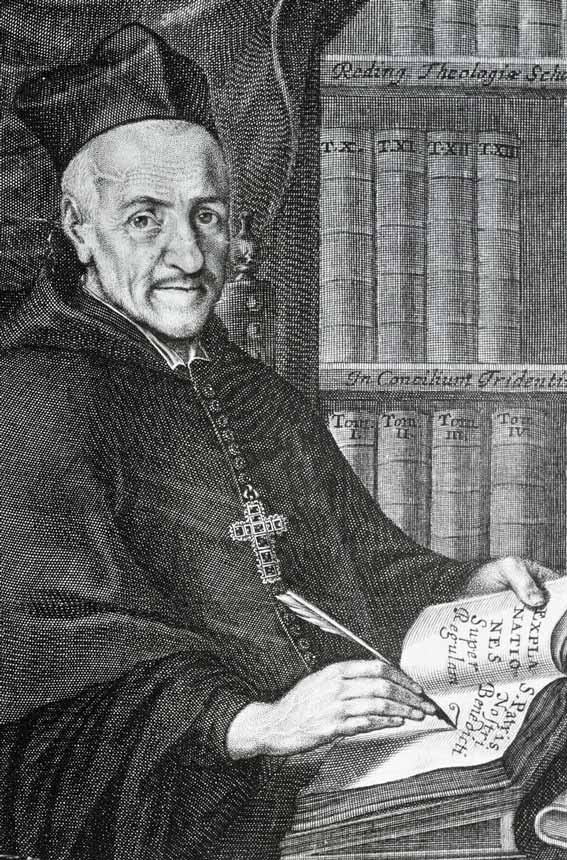
Augustin Reding von Biberegg

Augustin Reding, auch Augustin II. Reding von Biberegg (* 10. August 1625 in Lichtensteig, Schweiz; † 13. März 1692 in Einsiedeln), war ein Schweizer Theologe und von 1670 bis 1692 der 41. Abt von Einsiedeln.

## Leben
Augustin Reding kam als ältestes Kind aus der zweiten Ehe des Johann Rudolf Reding von Biberegg, Landvogt im Toggenburg, und der Margarete Pfyffer von Altishofen in Lichtensteig zur Welt. Sein jüngerer Bruder war Heinrich (1627–1682). Er besuchte die Klosterschule Einsiedeln, legte 1641 das Klostergelübde (Profess) ab und wurde 1649 zum Priester geweiht.
Im Kloster Einsiedeln lehrte er ab 1649 Philosophie und anschliessend Theologie. Er feierte 1649 die erste heilige Messe und war ab 1654  Novizenmeister und Fraterinstruktor. im gleichen Jahr erwarb er den Magister der Theologie an der Universität Freiburg im Breisgau. Von 1654 bis 1657 war er Professor für Theologie an der Benediktineruniversität Salzburg sowie von 1655 bis 1656 Dekan. Nach dem Rückruf nach Einsiedeln war er dort ab 1657 Lehrer für Theologie und ab 1659 Dekan. 1670 wurde er zum Abt gewählt.
Als Abt übernahm er von den drei Urkantonen als Herren zu Bellenz (Bellinzona) 1675 das dortige Collegium, welches die Jesuiten 26 Jahre innegehabt, aber wegen ungenügender Einkünfte wieder aufgegeben hatten. Es verblieb bis 1852 bei Einsiedeln. 1678 erwarb er im Thurgau das Schloss und die Herrschaft Sonnenberg.
Aufgrund des wachsenden Konvents veranlasste er 1676 den Neubau des Chors, 1678 der Beichtkirche und 1684 der St. Magdalenenkapelle. Er wurde mit den Neubauten von Chor und Beichtkirche zum ersten barocken Bauabt Einsiedelns und legte mit dem Beizug der Baumeister Kuen aus Bregenz und mit der Aufnahme des begabten Bruder Caspar Moosbrugger den Grundstein für die Vormacht der Vorarlberger Baumeister in der Eidgenossenschaft.
Von 1684 bis 1687 begleitete er den Neubau der Kirche und des Frauenklosters in der Au. 1684 machte er eine Romreise, wo ihn Papst Innozenz XI. empfing. Er hatte einen Ruhm als eifriger Prediger und als Vater der Armen. Unter ihm stieg die Zahl der Konventualen von 53 auf 100.
Er verfasste zahlreiche Werke. Als Abt ist er Verfasser von drei Foliobänden über das Konzil von Trient und eines theologischen Lehrwerkes in 13 Foliobänden. Sein Hauptwerk ist «Theologiae scholasticae in primam (secundam) partem Divi Thomae ad normam Theologorum Salisburgensium Tomi XIII. Fol. Typis Monasterii Einsidlensis 1687». Andere enthalten theologische Polemik im Stile jener fehdelustigen Zeit, eine Verteidigung des Concils von Trient: «Oecumenici Tridentini Concilii Veritas.» 1677–1684. V vol. Fol. gegen Johann Heinreich Heidegger (s. A. D. B. XI, 295); eine Verteidigung des Baronius: «Vindex veritas Annalium ecclesiasticorum.» 1680. Fol., gegen Johann Heinrich Ott von Zürich.
Er bereicherte die Bibliothek mit theologischen Werken und förderte das Studium und die Bildung seiner Leute, von denen einige als Professoren auswärts berufen wurde.

## Werke
- Oecumenici Tridentini Concilii Veritas inextincta. 8 Bände. 1675–1682.
- Theologiae Scholasticae […]. 13 Bände. 1687.